# Gérard Hérold
Gérard Hérold (* 10. September 1939 in Mülhausen; † 19. August 1993 in Paris) war ein französischer Schauspieler.

## Leben
Seit den 1960er Jahren war er in etlichen französischen Theater-, Kino- und Fernsehproduktionen zu sehen, unter anderem als Valdés in Édouard Molinaros Claudine-Filmen (1978), als Pradier neben Alain Delon in dessen Rette deine Haut, Killer (1981) und als Jean-Benoît neben Jerry Lewis in Jerry, der total beknackte Cop (1984).
Unter anderem spielte er in den Jahren 1989 und 1990 die Figur des Kunsthändlers Jean-Luc Mourrait in der deutschen Serie Lindenstraße als Nachfolger von Frédéric de Pasquale. Seine letzte Rolle hat er 1991 neben Gérard Depardieu in Mein Vater, der Held. Er starb 1993 in Paris an einem Herzanfall.

## Filmografie
- 1966: Thierry la Fronde (Fernsehserie, 1 Folge)
- 1975: Das Kätzchen (Le Téléphone rose)
- 1975: Adieu, Bulle (Adieu poulet)
- 1977: Der Fall Serrano (Der Fall Serrano)
- 1981: Rette deine Haut, Killer (Pour la peau d’un flic)
- 1983: Der Kämpfer (Le Battant)
- 1984: Jerry, der total beknackte Cop (Retenez-moi... ou je fais un malheur)
- 1989–1990: Lindenstraße (Fernsehserie, 13 Folgen)
- 1991: Mein Vater, der Held (Mon père, ce héros)